# Caso Grupo Austral
El Caso Grupo Austral y otros, referido también como Causa Vialidad, es un proceso legal caratulado «N.º5048/2016 Grupo Austral y otros abusos de autoridad y violación de los deberes de funcionario público». Iniciado en 2016 por el gobierno de Mauricio Macri, en el cual el juez interviniente Julián Ercolini procesó por diversos delitos por resolución del 27 de diciembre de 2016 al empresario Lázaro Báez, a la expresidenta Cristina Fernández de Kirchner,.

## Investigación
Según estudios del presupuesto vial de los últimos doce años, el 11,6% de los fondos fue para Santa Cruz y el empresario Lázaro Báez llegó a manejar $ 24.500 millones en decenas de contratos de obra pública. Además, existen sospechas de sobreprecios en la obra pública asignada por el gobierno, siendo que además, muchas de las mismas están sin terminar. Según un informe emitido por Vialidad Nacional llevado adelante por el Gobierno de Mauricio Macri, la mitad de las 51 obras otorgadas al Grupo Austral de Lázaro Báez en Santa Cruz quedaron inconclusas a diciembre de 2015. De ellas, el 90% habían duplicado y casi triplicado el plazo de obra inicial, lo cual demuestra que desde 2010 en adelante Báez recibió obras por más de $ 16.000 millones, que representó el 80% del total de obra pública que la Nación destinó a la provincia.
El 12 de septiembre de 2016, el juez federal Julián Ercolini dispuso la citación a indagatoria de la expresidenta para el 20 de octubre por presunto fraude a la administración pública por direccionamiento de las obras en favor del empresario Lázaro Baéz. La acusación apunta a la construcción de rutas en la provincia de Santa Cruz entre 2003 y 2015, que estuvo monopolizada por Austral Construcciones y sus empresas satélites, propiedad de Lázaro Báez. En adición, El juez entendió que trabar una inhibición sobre sus bienes correspondía "para prevenir manejos, transferencias o disposiciones de bienes que podrían constituir, en definitiva, producido o provecho del delito bajo pesquisa". Cristina Fernández encabeza la lista de 17 personas llamadas a indagatoria en el marco de uno de los capítulos de la denuncia por asociación ilícita que impulsó la diputada Elisa Carrió en 2008.

## Procesamiento
El 27 de diciembre de 2016 mediante una resolución que ocupó 794 fojas el juez Ercolini procesó por considerarlos prima facie coautores de los delitos de asociación ilícita y administración fraudulenta agravada y ordenó un embargo sobre los bienes de cada uno de ellos por 10.000 millones de pesos, a la expresidenta Cristina Kirchner al exministro de Planificación Federal Julio De Vido, al exsecretario de Obras Públicas José Francisco López, al exsubsecretario de Coordinación de Obra Pública Federal, Carlos Santiago Kirchner y al extitular de la Dirección Nacional de Vialidad, Nelson Guillermo Periotti. Por los mismos delitos en grado de partícipe necesario procesó al empresario Lázaro Báez, ordenando igual embargo. Por el delito de administración fraudulenta agravada, en grado de partícipes necesarios, procesó a los exfuncionarios de Vialidad Nacional, Raúl Osvaldo Daruich, Héctor René Jesús Garro, Raúl Gilberto Pavesi, Mauricio Collareda José Raúl Santibáñez, y Juan Carlos Villafañe con embargo por 2.500 millones de pesos para cada uno.
También resolvió que no había mérito para procesar o sobreseer a Eduardo Ernesto Morillo, un funcionario que todavía se desempeña en Vialidad Nacional y a los exsubsecretarios de Obras Públicas Graciela Elena Oporto, Raúl Víctor Rodríguez, Hugo Manuel Rodríguez y Abel Julio Fatala.
Entre otras consideraciones el juez afirmó que "se trata de un plan delictivo que se extendió a lo largo de tres mandatos presidenciales -durante 12 años- diseñado desde la cúpula del Poder Ejecutivo con objeto de apoderarse ilegítimamente de los fondos asignados a la obra pública vial, en principio, en la provincia de Santa Cruz" cuyo objetivo fue "enriquecer con fondos públicos a través de la adjudicación irregular de obra pública vial al empresario Lázaro Báez".
El diario El País dijo que aunque se trata del segundo procesamiento judicial de Cristina Kirchner, es el primero que la ubica en una trama de corrupción a gran escala en la que además están involucradas personalidades de su mandato (2007-2015) y el del fallecido Néstor Kirchner (2003-2007) y el embargo de 666 millones de euros ha proyectado en la sociedad argentina una imagen del volumen de dinero defraudado que investiga la justicia argentina.
La resolución del juez Ercolini fue apelada por Cristina Fernández de Kirchner, Lázaro Báez, Julio De Vido y otros imputados en la causa y también por el fiscal Gerardo Pollicita, en relación con la falta de mérito que favoreció a Abel Fatala.

## Juicio oral
En mayo de 2019 comenzó la etapa de juicio oral de la causa en el Tribunal Oral en lo Criminal Federal n.º 2, en la cual el dictamen de elevación a juicio de los fiscales Gerardo Pollicita e Ignacio Mahíques, sostuvo que se asignaron de manera discrecional a distintas empresas del Grupo Austral Construcciones obras viales en Santa Cruz por un monto que actualizado a agosto de 2016 alcanzaba a casi $46 mil millones. Afirman que de las 51 obras adjudicadas solo se terminaron 26, de las cuales solo 2 en el tiempo convenido. El monto pactado se respetó en una obra y en todas las restantes se pagaron importes mayores que, en algún caso llegó a superar en un 387% el valor del contrato original. Después de resolverse distintos recursos quedaron 13 procesados, Fernández de Kirchner, Julio De Vido, José López, Abel Fatala, Carlos Kirchner, Nelson Periotti, Lázaro Báez, Raúl Daruich, Mauricio Collareda, Héctor Garro, Juan Carlos Villafañe, Raúl Pavesi y José Santibáñez.
El juicio oral se hizo entre 2019 y 2022 ante el Tribunal Oral en lo Criminal Federal n.º 2 (jueces Basso, Giménez Uriburu y Gorini) y se llegó a la condena por fraude al Estado Nacional de la mayoría de los acusados, a penas de entre 3 años y medio y 6 años de prisión. El Fiscal Pollicita había acusado también por asociación ilícita a los principales responsables y el Fiscal de Juicio, Diego Luciani, había sostenido esa acusación, pero la sentencia no consideró probado este delito, por los votos de Giménez Uriburu y Gorini. El juez Adrián Basso, en disidencia, sí votó por la condena por asociación ilícita.
Esta condena fue apelada por las defensas y también por el Fiscal de Juicio, en este último caso por considerar baja la pena por haber sido descartado el delito de asociación ilícita. La apelación de la Fiscalía fue sostenida por el Fiscal de Casación y se encuentra a estudio de la Cámara Federal de Casación Penal desde mayo de 2023, en una sala integrada por los doctores Gustavo Hornos, Mariano Borinsky y Diego Barroetaveña.
El 10 de junio de 2025, la expresidente fue condenada por la Corte Suprema de Justicia a 6 años de prisión e inhabilitación perpetua para ocupar cargos públicos.